# الإخوان المسلمون في السعودية
الإخوان المسلمون في السعودية بدأ نشاط تنظيم الإخوان المسلمين في السعودية بشكل واضح في فترة حكم الملك فيصل بن عبد العزيز ملك السعودية في الفترة بين (1964 - 1975). وقتها كانت العلاقات بين السعودية ومصر والتي كان يرأسها وقتئذ الرئيس الراحل جمال عبد الناصر في أقصى توترها بين الدولتين ذات النظامين السياسيين المختلفين جذريا.
لاحقا وبعد رحيل الرئيس عبد الناصر، وحدوث تقارب بين خلفه الرئيس أنور السادات والملك فيصل بن عبد العزيز، سعى فيصل لإحداث تقارب بين الإخوان والسادات.
سيطر المنتمون للإخوان المسلمين على المناحي التعليمية في الجامعات تحديدا في عقدي السبعينيات والثمانينيات، وكذلك على المنابر الإعلامية خاصة في فترة حكم الملك فيصل في السعودية. إلا أن بعض المحللين حملهم موجة العنف الذي شهدته العربية السعودية في الأعوام الأخيرة.
توترت العلاقات بين النظام السعودي والإخوان في أثناء حرب الخليج الثانية وموقفهم المتوافق مع أغلب مواقف الجماعات الإسلامية في المملكة العربية السعودية والتي تحفظت على مشاركة قوات غير مسلمة في قتال العراق.
لا يعرف على وجه الدقة عدد المنتمين لجماعة الاخوان المسلمين في السعودية،ولكن عبر الإنترنت في المنتديات والمدونات ومواقع التواصل الاجتماعي أعطت مؤشر واضح على وجود قطاعات شعبية تؤيد الاخوان وتتعاطف معهم كما أنه لايوجد لديهم مايسمى «المراقب العام للجماعة» كما في الأردن وسوريا على سبيل المثال، وفي يوم 7 من شهر مارس من عام 2014 أعلنت وزارة الداخلية السعودية في بيان لها أن جماعة الإخوان المسلمين في السعودية وخارجها جماعة إرهابية هي وتنظيمات أخرى وأعلن في البيان تجريم من ينظم إليها أو يمولها أو يؤيدها أو يُبدي التعاطف معها أو يستخدم شعاراتها أو يتواصل معها أو يستخدم ما إعتبره البيان رموزاً للجماعة كإشارة رابعة العدوية مثلا ً في مواقع التواصل الاجتماعي أو خارجها

## الوضع القانوني والتنظيمي للإخوان في الداخل السعودي
لا يسمح الدستور (النظام الأساسي للحكم) أو القانون (الأنظمة واللوائح) في السعودية بوجود منظمات مجتمع مدني أو جماعات وأحزاب سياسة، وفِي موسم الحج الموافق سنة 1936 مـ طلب مؤسس جماعة الإخوان المسلمين حسن البنا من الملك عبد العزيز في لقاء جمعهما في مكة ان يسمح له بتأسيس فرع للجماعة في السعودية فرفض الملك طلبه ورد عليه بطريقة دبلوماسية بقوله «كلنا إخوان ومسلمين»  ، الإخوان المسلمين السعوديين هم إيديولوجيا و تيار فكري داخل المجتمع وليسوا جماعة منظمة كباقي الإخوان في الدول الأخرى لكن أشارت تقارير مختلفة إلى وجود تنظيم سري للجماعة داخل المملكة وقال الناشط السعودي وليد أبوالخير انه انتمى إلى التنظيم بمدينة جدة في بداية مراهقته وشبابه قبل ان يتم فصله من قبل الجماعة بسبب خلاف فكري  وحكمت محكمة مصرية على الشيخ السعودي عوض القرني بالسجن 5 سنوات بتهمة الانتماء للتنظيم الدولي للإخوان المسلمين ، في مارس 2014 أعلنت الحكومة السعودية عبر وزارة الداخلية ان الاخوان جماعة إرهابية في السعودية وخارجها .

## علاقة الحكومة مع إخوان الخارج
علاقات الحكومة السعودية مع جماعة الإخوان المصرية وبقية فروع الجماعة بالخارج كانت جيدة وأصبحت وثيقة خصوصاً في فترة حكم الملك فيصل في اثناء توتر العلاقات السعودية المصرية في ذلك الوقت واستقبلت السعودية الآلاف منهم معظمهم من مصر وآخرين من سوريا والعراق ودول أخرى وسيطروا على المجال التربوي والتعليمي في المملكة، بدأت نقاط الخلاف والتوتر بين الحكومة والإخوان منذ 1979 حيث وقفوا موقف التأييد للثورة الإسلامية في إيران و وقفوا موقف الحياد من الحرب العراقية الإيرانية و هو عكس الموقف السعودي تماماً لكن العلاقة أصبحت عدائية منذ حرب الخليج الثانية في 1990 بسبب معارضتهم للتحالف الدولي ضد العراق و وجود قوات غربية في المملكة وبعد أحداث 11 سبتمبر هاجم وزير الداخلية السعودي الأمير نايف بن عبد العزيز جماعة الإخوان وانتقد رموزهم مثل حسن الترابي وعبد المجيد الزنداني ونجم الدين أربكان وراشد الغنوشي في لقاء صحفي مع جريدة السياسة الكويتية في 23 نوفمبر 2002 قائلا : إنَّهم هم أصل البلاء ومصدر كل المشكلات، وإنَّهم تسبَّبوا في مشكلات جمَّة للمملكة»، وأضاف:
| الإخوان المسلمون في السعودية | إن الإخوان لما اشتدَّتْ عليهم الأمورُ لجأوا إلى المملكة فتحملتهم وصانتهم، وفتحتْ أمامهم أبوابَ المدارس والجامعات، لكن مع الأسف لم ينسوا ارتباطاتهم السابقة، فأخذوا يجنِّدون الناس وينشئون التيَّارات، إنهم أساءوا للمملكة كثيراً | الإخوان المسلمون في السعودية |

وقال:
| الإخوان المسلمون في السعودية | عندما غزت العراقُ الكويتَ، جاءنا علماء كثيرون من الإخوان المسلمين فاجتمعوا بالملك وبولي العهد وقلنا لهم: هل تقبلون بغزو دولة لدولة؟، وهل الكويت تهدِّد العراق؟، قالوا والله نحن أتينا فقط لنسمع ونأخذ الآراء، بعد ذلك وصلوا إلى العراق، ونفاجأ بهم يصدرون بياناً يؤيد الغزو العراقيَّ للكويت | الإخوان المسلمون في السعودية |

وفِي نوفمبر 2009 أصدرت جماعة الاخوان المصرية بيان يدعو لوقف تدخل الجيش السعودي في الحرب السادسة مع جماعة الحوثي و دعو الملك عبدالله إلى ما وصفوه بحقن الدماء ووقف القتال وأن تدخل السعودية كطرف في الصلح وليس في النزاع وتجاهلت الحكومة السعودية البيان وهاجم الاعلام السعودي موقف الاخوان واعتبروه منحازاً للحوثيين وإيران  ، ومنذ نهاية 2010 ومطلع عام 2011 مع بداية الربيع العربي وبروز الإخوان كقوى حاكمة عزز من نظرة الحكومة السعودية للجماعة بوصفها خطر على الأمن القومي السعودي ودعمت المملكة إزاحة الجيش المصري للإخوان من السلطة في 2013 وتصاعد الخلاف مع الدول الحاضنة والداعمة للإخوان مثل قطر وتركيا في 2014 و2017 .
و في لقاء تلفزيوني مع وزير الدفاع السعودي الأمير محمد بن سلمان اتهم ما وصفه بالإعلام «الإخونجي» بالسعي لضرب العلاقات السعودية المصرية .

## تأثير الإخوان على التيارات الإسلامية السعودية
انعكست أفكار الجماعة بالمساهمة بنشوء تيارات إسلامية في الأوساط السعودية قريبة من فكر الإخوان مثل السرورية والصحوة ، وبالمقابل ظهرت تيارات إسلامية في المملكة مناهضة ومناوئة لفكر الإخوان مثل الجامية نسبتاً لمحمد بن أمان الجامي و المدخلية نسبتاً لربيع المدخلي .

## علاقة الاخوان بالجهاديين
حمّل الإعلام السعودي جماعة الاخوان جزء من المسؤولية في ظهور العنف و الإرهاب في السعودية وبالأخص أفكار سيد قطب أحد رموز الاخوان وابرز مفكريها وتيار القطبية داخل الجماعة وان هذه الأفكار تشكل جزء من أدبيات تنظيم القاعدة وغيرها من الجماعات الجهادية، وقال أيمن الظواهري زعيم القاعدة وفِي تسجيل اصدرته مؤسسة السحاب الإعلامية بأن السعودي أسامة بن لادن كان إخوانياً في فترة من حياته وكان مسؤولاً عن التنظيم في شبه الجزيرة العربية و كُلف من الجماعة بتوصيل أموال إلى المجاهدين الأفغان عبر الجماعة الإسلامية في باكستان في لاهور واشترطت عليه عدم دخول أفغانستان والمشاركة بالقتال لكنه ترك التنظيم وانشق عنه ودخل إلى أفغانستان كمقاتل  وهذا ما قاله الملك سلمان في إتصال هاتفي مع الرئيس الأمريكي دونالد ترامب في يناير 2017 و ما أكده ولي العهد الأمير محمد بن سلمان في لقائه مع الرئيس الأمريكي في البيت الأبيض في شهر مارس من العام نفسه .

## محاكمات
في 17 مايو 2016 جرت أول محاكمة في تاريخ القضاء السعودي بتهمة تأييد الإخوان، وقضت المحكمة الجزائية المتخصصة بحبس وافد مصري بتهمة دعم جماعة الاخوان المسلمين المحظورة في المملكة والمصنفة كجماعة ارهابية إضافة إلى دعم جماعات مسلحة في سوريا .
وامرت جزائية الرياض في حكم ابتدائي بسجن المتهم 4 اعوام إضافة إلى دفع غرامة 5 الاف ريال إضافة إلى الابعاد عن المملكة بعد انتهاء فترة السجن إضافة إلى منعه من العودة إلى البلاد الا بماتقضي به تعليمات الحج والعمرة .
وادانت المحكمة المتهم (مصري الجنسية) بتأييد الجماعات المسلحة بسوريا بينها جماعات ارهابية إضافة إلى تعاطفه مع جماعة الاخوان المسلمين بمصر اثناء حكمهم بحسب اعترافات المتهم .
ووجهت المحكمة تهمة الشروع بالخروج إلى سوريا للقتال ثم رجوعه عن ذلك إضافة إلى علمه برغبة مواطن سعودي بالسفر إلى سوريا دون الإبلاغ عنه إضافة إلى متابعة أعمال قتالية مسجلة على مواقع تابعة للجماعات الارهابية إضافة إلى مخالفة نظام العمل والعمال .

## موقف المؤسسة الدينية الرسمية السعودية من الاخوان
قالت هيئة كبار العلماء السعودية إن جماعة الإخوان ليس لهم عناية بالعقيدة، ولا بالسنة، ومنهجهم قائم على الخروج على الدولة؛ إن لم يكن في البدايات، ففي النهايات.
وأضافت أن الإخوان حزبيون يريدون التوصل إلى الحكم، ولا يهتمون بالدعوة إلى تصحيح العقيدة. الإخوان ليسوا من أهل المناهج الصحيحة. وانتقد مفتي السعودية عبد العزيز بن عبد الله آل الشيخ الجماعة وتنظيمات أخرى في تصريحات سابقة بأنها فرق ضالة ومناهجها باطلة وبأنها لا تمت للإسلام بصلة واتهمها بالغلو والتعصب، ولكن في فترات زمنية سابقة وصفت اللجنة الدائمة للإفتاء في رد على سؤال بأن أقرب الجماعات الإسلامية إلى الحق وأحرصها على تطبيقه: أهل السنة وهم أهل الحديث، وجماعة أنصار السنة، ثم الإخوان المسلمون. ونظمت وزارة الشؤون الإسلامية والدعوة والإرشاد (السعودية) محاضرات تحذر من جماعة الاخوان المسلمين ومنهجها.

## وصلات خارجية
- إخوان الخليج.. مخاض الانتقال من الخفاء إلى العلن, إسلام أون لاين, 20 أبريل 2008م
- الجزء الثالث من مذكرات القرضاوي -ابن القرية والكتاب - 2، القرضاوي نت
- كتاب: السعودية والإخوان المسلمون، محمد أبو الإسعاد، مكتبة المصطفى